# Marla Tureck
Marla Aparecida Tureck Diniz (Campo Mourão, 13 de dezembro de 1973) é uma cientista da computação, professora e política brasileira filiada ao Partido Social Democrático (PSD).
Filha do ex-deputado e prefeito de Campo Mourão, Nelson Tureck, é formada em Ciência da Computação e pós-graduada em magistério. Trabalhou no Núcleo Regional de Educação e do Núcleo de Tecnologia Educacional de Campo Mourão. Iniciou na vida política sendo vereadora. Também foi secretária da Mulher e secretária da Ação Social de Campo Mourão, e primeira mulher a presidir a Associação das Câmaras Municipais da Microrregião Doze (Acamdoze). Em 2009 foi homenageada na Câmara Internacional de Pesquisas e Integração Social (Cipis). Em 2010 foi eleita deputada estadual.